# Гіпотеза омфалоса

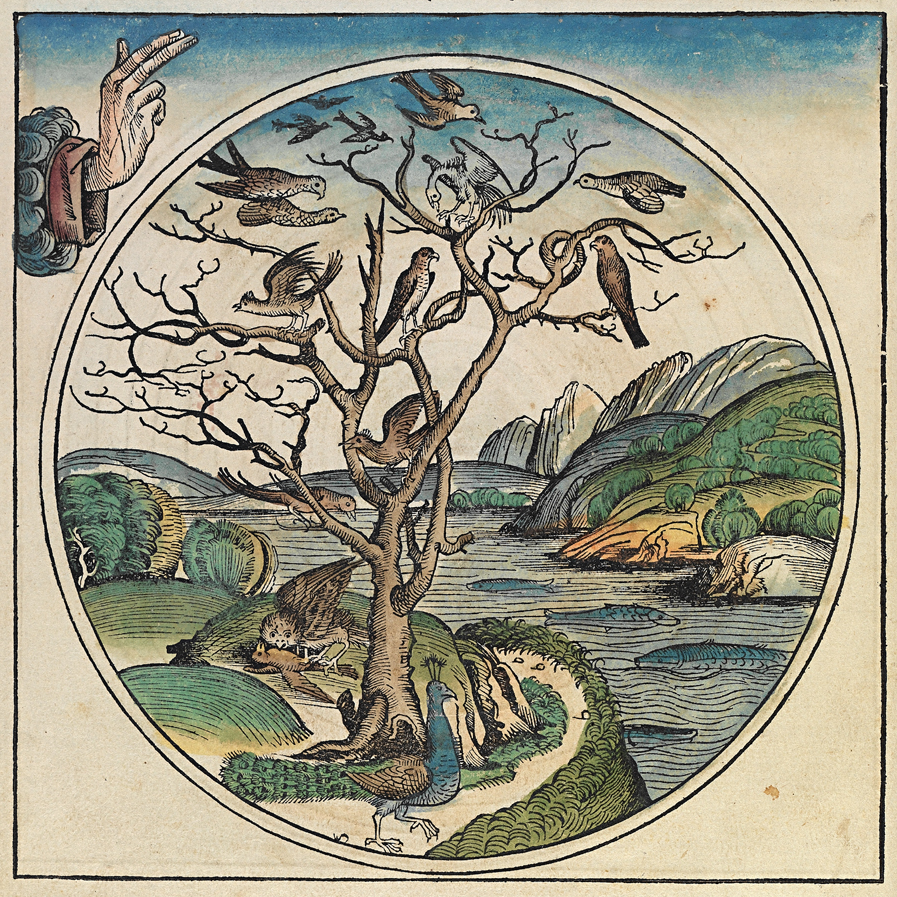
Бог створює рослини й птахів. «Нюрнберзька хроніка», 1493 р.

Гіпотеза омфа́лоса — богослівська гіпотеза про неможливість спростувати створення світу Богом, спираючись на будь-які матеріальні свідчення. Головний аргумент гіпотези полягає в тому, що якщо Бог здатен створити світ, то Він же здатен створити його уже зі скам'янілостями, ерозією рельєфу, річними кільцями дерев тощо. Таким чином, світ виглядає старішим, ніж є насправді. В радикальному варіанті Бог міг би створити світ мить тому з усіма речами в ньому та пам'яттю людей про минулі події, котрих насправді не було.
Гіпотеза вперше названа та описана в книзі Філіпа Генрі Госсе «Омфалос: спроба розв'язати геологічний вузол» (1857), де йдеться про те, що геологічний літопис не може слугувати переконливим доказом хибності біблійної історії. В книзі припускається, що аби світ існував правильно, Бог повинен був створити Землю одразу з горами, каньйонами, деревами разом з річними кільцями в них, а Адама і Єву вже дорослими і з відрослими волоссям, нігтями і пупком, хоча перші люди не були народжені. Власне від давньогрецької назви пупка (ὀμφαλός, омфалос) гіпотеза й отримала назву.

## Розвиток ідеї

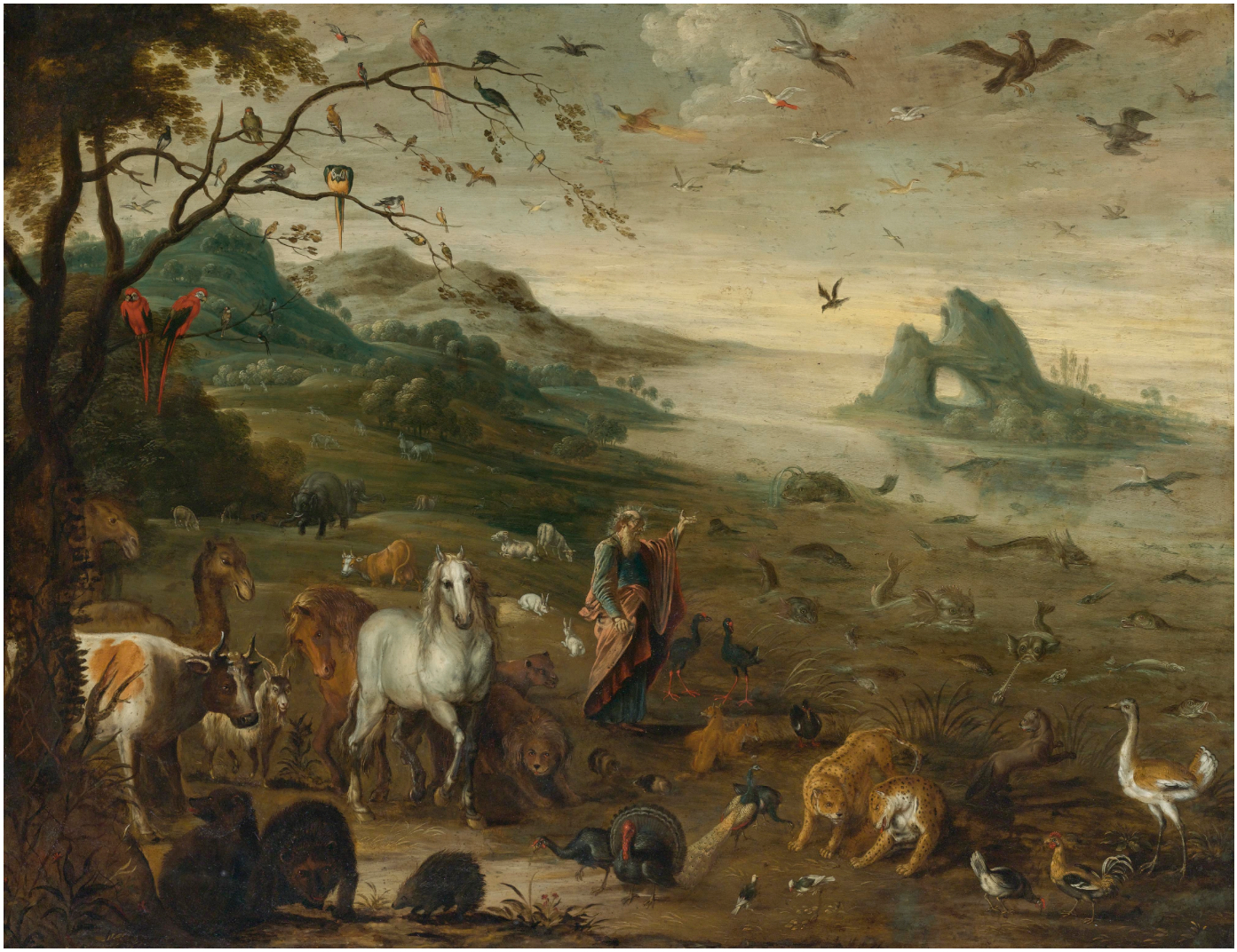
«Бог створює тварин світу», картина Ісаака ван Оостена, XVII ст.

Християнський богослов IV століття Єфрем Сирин припускав, що все божественне творіння виникло вже в повносправній формі: «Хоча травам при їх створенні була лише хвилина, вони виглядали так, ніби їм було кілька місяців. Подібно дерева, хоча вони мали лише добу віку, коли проросли… виглядали на роки, оскільки були повністю вирослі, а плоди вже зростали на їхніх гілках».
До XIX століття накопичилися наукові матеріали, з яких слідувало, що дійсний вік Землі не узгоджується з біблійною історією при її буквальному прочитанні. Франсуа-Рене де Шатобріан писав у своїй книзі «Геній християнства» (1802), що «Бог міг створити і, безсумнівно, створив світ з усіма ознаками його старовини та повноти, котрі той зараз проявляє».
У середині XIX століття суперечності між науковими доказами віку Землі та оцінками віку в західних релігійних традиціях стали популярною темою серед інтелектуалів. Філіп Генрі Госсе, опублікувавши «Омфалос» у 1857 році, дійшов висновку, що скам'янілості було необхідні для створення досконалого світу. Тому, як він міркував, скам'янілості та інші нерукотворні об'єкти не можуть слугувати свідченнями більшого віку Землі, ніж описано в Біблії.
Прогалини в геологічному літописі спонукали креаціоністів до розробки теорії інтервалів, за якою творіння тривало 6 днів, як описано в Старому Завіті, проте ці дні розділяли довгі терміни. Таку ідею зокрема висунув архієпископ Кентерберійський Джон Берд Самнер у «Трактаті про записи творіння» (1850). Інша популярна ідея, котру пропагував англійський теолог Джон Пай Сміт, полягала в тому, що переказ про Едемський сад описує події лише в одному невеликому місці, тому не суперечить геології чи археології загалом. Третя позиція — французького природознавця Жоржа-Луї Леклерка де Бюффона, стверджувала, що шість «днів» творіння варто співвідносити з великими термінами історії всесвіту, а не буквальними 24-годинними періодами.
Джон Девід Морріс, президент Інституту креаціоністських досліджень, писав у 1990 році, що: «… те, що [Бог] створив, було функціонально завершеним з самого початку — аби могло виконати мету, для якої воно було створене». Джеральд Аардсма запропонував у 2007 році ідею «віртуальної історії». Вона полягає в тому, що божественне втручання в світ створює його відповідну «віртуальну історію» — уявне минуле, котрого насправді не було, проте яке необхідне для правильного функціонування речей і явищ, і проявляється у виникненні свідчень минулих подій. Таким чином, коли Бог втручається в світ, усе буття «перезаписується» так, аби це втручання не стало руйнівним. Такі речі, як скам'янілості, Аардсма пояснює втручанням Бога після гріхопадіння людей. Щойно перші люди згрішили, Бог змінив реальність у такий спосіб, аби наслідки гріха можна було знівелювати. Відповідно, і сьогодення, і минуле світу було «перезаписано». Якщо внаслідок гріхопадіння в світі виникло страждання, то воно стало частиною світобудови і в момент гріхопадіння, і в минулому. Тому, до прикладу, в цю мить виникли скам'янілості загиблих риб, хоча в оригінальному досконалому світі ні смерті, ні страждання будь-яких істот не існувало.

## Альтернативні формулювання
- Гіпотеза п'яти хвилин — скептична гіпотеза, яку висунув Бертран Расселл 1921 року, згідно з нею всесвіт виник лише п'ять хвилин тому вже старим, разом зі спогадами про минуле. Вона ілюструє, що фактично має значення не те, якими події були насправді, а те, якими вони сприймаються тепер[6].
- Минулочетверкізм (англ. Last Thursdayism) — іронічне перефразування, згідно з яким цілком можна стверджувати, що світ був створений не пізніше минулого четверка (або будь-який іншої дати), проте виглядає старішим. Тобто, все в світі, враховуючи старі речі, скам'янілості, спогади — усе виникло саме таким в одну мить[4][7].

## Критика

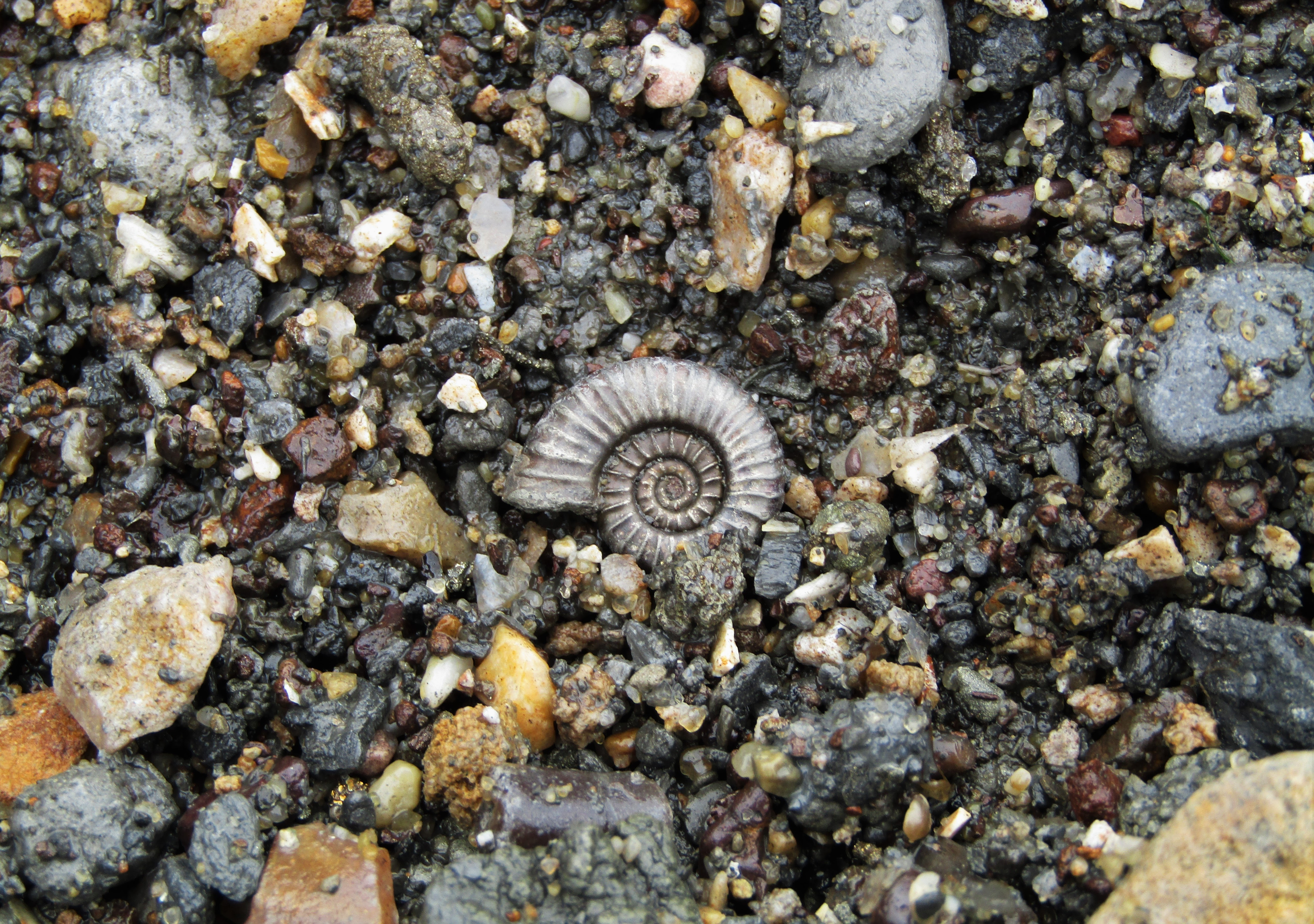
За гіпотезою омфалоса, Бог створив світ уже зі скам'янілостями, що ніколи не були живими

Бертран Рассел прокоментував свою ж гіпотезу про створення світу 5 хвилин тому словами, що спростувати її неможливо, проте це зовсім не є проблемою. «Немає логічної неможливості в гіпотезі, що світ з'явився п'ять хвилин тому, саме таким, яким був тоді, з населенням, яке „пам'ятало“ зовсім нереальне минуле. Не існує логічно необхідного зв'язку між подіями в різний час; тому ніщо, що відбувається зараз або відбудеться в майбутньому, не може спростувати гіпотезу про те, що світ розпочався п'ять хвилин тому. Отже, випадки, що називаються знанням минулого, логічно не залежать від минулого; вони цілком піддаються аналізу в теперішньому змісті, який теоретично може бути саме тим, чим вони є, навіть якби минулого не існувало».
З релігійної точки зору, ця гіпотеза може розумітися як заява про те, що Бог — обманщик. Адже з гіпотези слідує, що Бог зумисне вводить людей в оману, спонукаючи їх вважати, що світ старіший, ніж є насправді.
Американський рабин Довід Готліб відгукнувся з цієї проблеми в 2003 році, що коли прийняти можливість створення світу Богом разом зі свідченнями його більшого віку, ніж насправді, то можна було б однаково — і безперспективно — відстоювати вік 50 тис., 500 тис. чи 5 млн років або будь-який інший. Але зі Старого Завіту можна вивести вік 5755 років і цю позицію належить враховувати так само, як слова свідка при слідстві, навіть якщо хтось сумнівається в їхній правдивості.